# 鲁日蒙 (杜省)
鲁日蒙（法語：Rougemont，法語發音：[ʁuʒmɔ̃] ⓘ）是法国杜省的一个市镇，属于贝桑松区。

## 地理
鲁日蒙（47°28'52"N, 6°21'18"E）面积18.33 平方千米，位于法国勃艮第-弗朗什-孔泰大區杜省，该省份为法国东部内陆省份，北起上索恩省，西接汝拉省，东部及东南部与瑞士接壤，东北部与贝尔福地区省接壤。
与鲁日蒙接壤的市镇（或旧市镇、城区）包括：奥尼翁河桥村、博纳勒、屈布里亚勒、屈斯和阿德里桑、贡德南莱穆兰、古埃朗、蒙东、蒙塔涅-塞尔维涅、皮埃桑、特雷桑当。

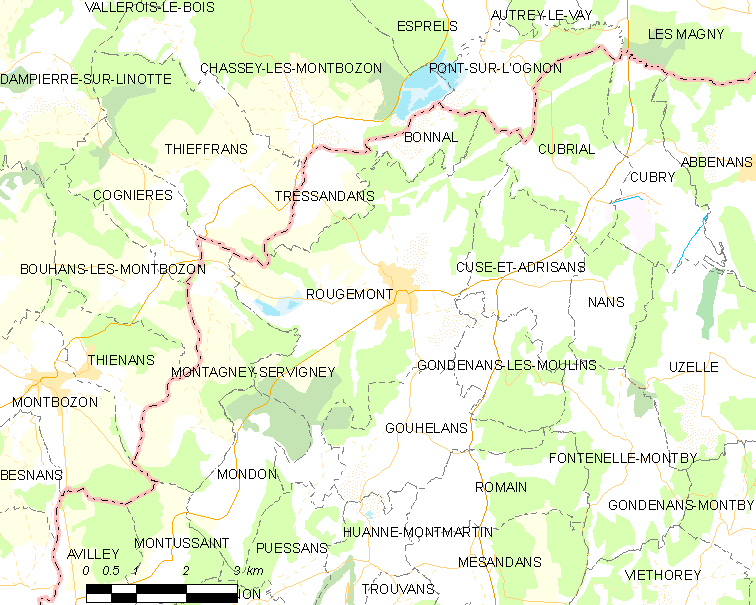
的OSM定位图

鲁日蒙的时区为UTC+01:00、UTC+02:00（夏令时）。

## 行政
鲁日蒙的邮政编码为25680，INSEE市镇编码为25505。

## 政治
鲁日蒙所属的省级选区为博姆莱达姆县。

## 人口

1962-2008年间人口变化图示

鲁日蒙于2022年1月1日时的人口数量为1012人。